# Таврія-Скіф
ФК «Таврія-Скіф» — аматорський футбольний клуб з села Роздол Василівського району Запорізької області, який виступав в Чемпіонаті Запорізької області, Кубку Запорізької області, Чемпіонаті України серед аматорів та Кубку України серед аматорів. Головним спонсором клубу є однойменне фермерське господарство, а власник цього господарства — одночасно президент клубу.

## Досягнення
- Чемпіонат України серед аматорів:

 Срібний призер: 2017/18
 Бронзовий призер: 2016/17
- Чемпіонат Запорізької області:

 Переможець (4): 2014, 2015, 2016, 2017
 Срібний призер (3): 2012, 2018, 2019
 Бронзовий призер: 2020
- Кубок Запорізької області:

 Володар (3): 2015, 2016, 2020